# Marciana Marina
Marciana Marina egy község Elba szigetén. Közigazgatásilag Olaszország Toszkána tartományának Livorno megyéjéhez tartozik.

## Földrajza
Elba sziget északnyugati partvidékén fekszik. Gazdaságának legjelentősebb tényezője az idegenforgalom. 1884-ig Marciana településhez tartozott.

## Története
Marciana és Poggio települések tengerparti részeként a 16. században keletkezett. A kikötője általi kereskedelem hatására gazdasága, jelentősége egyre növekedett. Elbai száműzetése idején 1814-ben Napóleon kedvelt tartózkodási helyei közé tartozott. A település 1884-ben önállósult.

## Nevezetességei
- Középkori őrtorony a kikötőben
- A város védőszentjének, Assisi Szent Klára tiszteletére szentelt templomot (olaszul Chiesa di Santa Chiara) 1776-ban építették.

## Külső hivatkozások
- Marciana Marina weblapja